# Донеччина в добу Директорії УНР

Отаман Гайдамацької бригади Армії УНР Волох Омелян, який контролював Донбас з 16 листопада 1918 до 3 січня 1919 року.

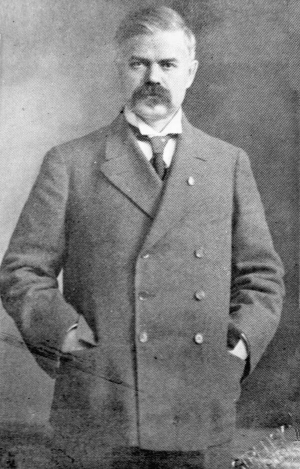
Уродженець Донеччини, голова Українського Національного Союзу, один з лідерів Антигетьманского повстання і член Директорії УНР Шаповал Микита.

Донеччина в добу Директорії УНР — період в історії Донбасу, території нинішньої Донецької і Луганської областей, з моменту Антигетьманского повстання 16 листопада 1918 року до 3 січня 1919, коли частини Армії УНР залишили Донбас.

## Історія

### Антигетьманське повстання в Донеччині
На початку листопада Повстанський штаб, створений активними членами Українського Національного Слюз доручив полковнику Болбочану керувати загальним повстанням проти гетьмана на Лівобережній Україні.
Після Листопадової революції в Німеччині за станом на 16 листопада в Донеччині в Старобільському повіті на кордоні перебували такі українські частини:
- 1-й Запорізький ім. гетьмана П. Дорошенка піхотний полк
- 3-й Запорізький ім. гетьмана Б. Хмельницького піхотний полк
- 3-й Гайдамацький піхотний полк[1]

17 го листопада під командуванням Болбочана почалося Антигетьманське повстання на Лівобережній Україні. У частинах Запорізького корпусу які базувалися в Старобільському повіті перехід до нової влади пройшов спокійно, в частинах тільки відбулися незначні перестановки командного складу.
Відразу ж після повстання 1-й Запорізький ім. гетьмана П. Дорошенка піхотний полк був перекинутий в Харків, 3-й Запорізький ім. гетьмана Б. Хмельницького піхотний полк  був перекинутий з Старобільського повіту на ліню залізниць Валуйки - Куп'янськ.  3-й Гайдамацький піхотний полк був перекинутий в Бахмутський і Луганський повіт для захисту його від наступаючих добровольчих і донських частин. 
У районах де не було гетьманських частин влада відразу ж перейшла до повстанців. Не всі повстанці виступали за Директорію УНР багато з повсталих прикривалися "ім'ям ДерікторіЇ і Петлюри". Частина з повсталих були соціалістичного спрямування більшовики та ліві есери частина виступали під анархо-махновськими гаслами. Але більша частина повстанців щиро повстали щоб допомогти Директорії УНР в боротьбі з гетьманцями.

#### Події у Голубівці
17 листопада  повстанці роззброїли гетьманський загін в 55 бійців в Голубівці. 

#### Події у Юзівці, Авдіївці, Ясинівці
В районі Юзівки, Авдіївки повстанці обстріляли часових, в Ясинівці перебили охорону і захопили 200 гвинтівок. 
18 листопада в Юзівці був організованості повстанський загін Косинського чисельністю 200 бійців який збирався підняти повстання в місті і захопити в ньому владу. Але оперативні дії гетьманської адміністрації і козаків призвело до того що після спроби розгрому загону він покинув Юзівку і попрямував частина в Гришине частина в Гуляйполе.

#### Події у Єнакієвому
У Єнакієвому і вдругих місцях повстанці роззброювали державну варту.

#### Події у Краматорську
В цей же час повстанці зайняли Краматорськ - Дружківку де роззброїли гетьманські загони. Після заняття Краматорська повстанцями туди прибув хорунжий Армії УНР Федоренко який став членом ревкому і почав організовувати в селищі гайдамацьку сотню.

#### Події у Покровську
19 листопада загін сотника залізничної охорони Гудвіл який прибув на станцію Гришине за допомогою повстанців з сіл Сергіївки, Криворіжжі, Святогорівка, Добропілля роззброїли варту в Покровську. При роззброєнні був убитий урядник Царевский.

#### Події у Маріуполі
20 листопада 1918 Антигетьманське повстання сталося в Маріуполі частина міського гарнізону ліквідували гетьманську владу в місті і повіті і передала її місцевим органам самоврядування. Загони державної варти були роззброєні, а охорона громадського порядку була передана міській міліції.

#### Події у Біловодську
23 листопада повстанці зайняли Біловодськ в якому роззброїли державну варту.

#### Події у Бахмуті
Повстання в Бахмуті ускладнюється тим що в місті перебував 46-й Бахмутський полк який в своїй більшості складався з росіян або мало свідомих українців які орієнтувалися на Добровольчу армію, саме місто було русіфіковане про це писав сотник Левченко Семен так з тридцяти тисячного населення міста українська колонія виглядала так:
|  | "Що до міста - є тут невиликий гурток українців: урядовець з пошти, урядовець в канцелярії військового начальника, псаломщик (дячок) з сестрою десятків два молоді і все... Місто цілком чуже - змосковщине. " |

17 листопада українська чота 46-го Бахмутського полку отримала звістки, що в Харкові почалося антигетьманське повстання. Незабаром ввечері в помешканні одного з  службовця полку зібралося 15 осіб, як писав Левченко: "все квінтесенція бахмутської української колонії". Серед присутніх були поручик Зайко, поручик Левицький, хорунжий Вовкогон, хорунжий Нетреба, хорунжий Банюк, сотник Левченко. На зборах були присутні всі українці полку, представники українців від повітової сотні і представники від "Просвіти".  Для з'ясувань обставин було прийнято рішення відправити до Болбочану в Харків Левченко і Зайко, не отримавши ніяких вказівок обоє повернулися в Бахмут. По приїзду в Бахмут на загальних зборах був розроблений план роззброєння полку і було прийнято рішення звернутися за допомогою до Волоха.
Повстання в місті і роззброєння полку сталося через кілька днів: українці полку отримали інформацію, що полковник Кашириненов відправив телеграму в Микитівку, де знаходилася Добровольча частина, з проханням зайняти місто. У ніч зібралися всі українці полку і створили 1-й Бахмутський курінь на чолі з Мережко. Повстання відбулося без жодного пострілу, командири повітової сотні роззброїли караули, а козаки куреня зайняли штаб і заарештували полковника.

### Українсько-білогвардійське збройне протистояння

#### Українські сили
Після Антигетьманського повстання для оборони Бахмутського повіту туди була перекинута Гайдамацька бригада отамана Волоха. Частини бригади розташувалися на Північно-Донецької залізниці по лінії Лиман–Яма–Бахмут– Ниркове–Попасна. Штаб отамана Волоха розташувався на станції Переездная нині частина міста Лисичанськ. Також станом на 25–27 листопада частини Армії УНР розташовувалися по лінії залізниць Горлівка–Микитівка–Костянтинівка.
В кінці листопада полковник Болбочан ввів воєнний стан в Бахмутському та Луганському повіті. У наказі говорилося:
Які б там не були з'їзди і збори, без моєї згоди вони забороняються. На місцеве самоврядування цей наказ не росповсюджується.
По прибуттю гайдамаків в повіт Волох став поповнювати гайдамацьку бригаду місцевими жителями, і став озброювати і підпорядковувати собі місцеві повстанські загони і загони вільного козацтва. За період з кінця листопада до кінця грудня 1918 року гайдамацька бригада поповнилася місцевими шахтарями-добровольцями якими повністю були укомплектовані 2-й і 3-й курінь (батальйон) гайдамкков. Серед добровольців був майбутній поет Сосюра який описав цей період у своїй автобіографії:
|  | Грудень 1918 року. Мобілізація. Мій рік має йти. Мати мене жене з дому: в мене вже й штанів немає. Я їй кажу: “Підождіть, ось уже недалеко червоні”. А вона мені: “Доки прийдуть твої червоні, так ти будеш світити голими... Іди, сукин син, доки ти будеш сидіти на моїй шиї...” Що ти поробиш... Пішов. Тільки не в Бахмут, а знов же до цього полку, штаб якого стояв у нашому селі. Думаю, все одно. Всі однакові, а Бахмут далеко... То хоч трохи ще ходитиму до дівчат. |

Володимир Сосюра козак 3-го Гайдамацького полку

Так в штаб Волоха прибутку повстанці Охочого козачого куреня який був сформований ще 7 листопада 1918 року, і попросили у отамана зброї Волох видав зброю з умовою що повстанці підтримають владу Директорії УНР. Отримавши 600 гвинтівок, 2 кулемети і 40 000 набоїв повстанці вирушили в рейд по Старобільському повіту який вже контролювали донці в ході якого загін з 600 бійців виріс до 1100 бійців.
В районі Покровська територія нинішнього Добропільського і Покровського району організацією полку вільного козацтва займався один з братів малашки який до антігетьманского повстання працював учителем в Покровське.
В цей же час гайдамаки та інші загони які підпорядковувалися Волоху продовжували роззброювати відступаючих німців білогвардійські загони які йшли на Дон і інші ворожі загони.
В кінці листопада зі складу 46-го Бахмутського полку яким командував Кашіренінов Леонід виділився 1-й Бахмутський український курінь командиром якого став уродженцем Донеччини отаман Мережко. Після виділення українців в окремий курінь 46-й Бахмутський полк був роззброєний частинами Гайдамацької бригади, після чого всі, хто не бажав служити в Армії УНР виїхали на південь і вступили до складу Добровольчої армії. Частина офіцерів залишилася в Бахмуті і в подальшому організувала Офіцерську дружину.
На початку грудня німецькі гарнізони залишалися по лінії залізниць Попасна - Алмазна - Микитівка - Слов'янськ. У повіті відбувалися незначні сутички гайдамаків з німцями і колишніми частинами гетьманської армії.
14 грудня 1918 року частину прикриття Армії УНР в Донецькому басейні зняли і почали перекидати на лінію Синельникове - Олександрівськ Південної залізниці. В цей же час більшовики домовилися з німцями що вони покинуть десятикілометрову зону Північно-донецької залізниці до 24 грудня 1918 роки від Харкова до Луганська.
21 грудня в район розташування гайдамаків в Попасну прибув 1-й український полк імені Богдана Хмельницького, пробувши в селищі нетривалий час богданівці в кінці грудня виїхали в район Чугуєва.
В кінці грудня 1-й Бахмутський український курінь виїхав до Києва, де 1 січня 1919 року влився до складу Синього полку 3-й Залізної стрілецької дивізії. В одному з синіх полків цієї дивізії командиром був уродженець Донеччини Шаповал Микола.
Дослідниця О. А. Забудкова дала такою оцінку перебуванню частин Запорізького корпусу зокрема 3-го Гайдамацького полку в Донеччині:
|  | І якщо старшина переважно розуміла необхідність підтримки діючої влади в умовах більшовицької загрози, то рядові військові часто-густо сприяли заворушенням і в корпусі, і серед місцевих мешканців, виступаючи з соціалістичними гаслами, фактично ідентичними більшовицьким. У такий спосіб Запорізький корпус став чинником, який дестабілізував ситуацію в регіоні, де і без того потужною була пропаганда більшовиків. При цьому, як ми вже зазначали, говорити про підтримку власне більшовицької ідеології не йшлося. Наявність підтримки з боку військових Запорізького корпусу підсилювала стихійний народно-селянський рух, що проходив під соціальними гаслами та мав антипоміщицьке, антиокупаційне та антиурядове спрямування, а вже його вдало використовували більшовики. |

#### Частини Армії УНР, сформовані в Донбасі
- Бахмут – 1-й Бахмутський курінь (600 бійців) на чолі із Мережко. В кінці грудня 1918 виїхав до Києва.
- Краматорськ – Краматорська сотня (120 бійців) на чолі з хорунжим Федоренко. В кінці грудня 1918 року загін перейшов на бік повстанців.
- околиці Соледара –  Терещенський курінь (1000 бійців) - І. Г. Чаплін. Наприкінці грудня виступив проти частин Директорії УНР в Донбасі.
- околиці Покровська – Курінь Донецького Кряжу[22][23], 1 бронепотяг. Командувач Малашко Михайло Васильович. На початку грудня 1918 року виїхав із Покровська до Катеринослава.

#### Білі війська

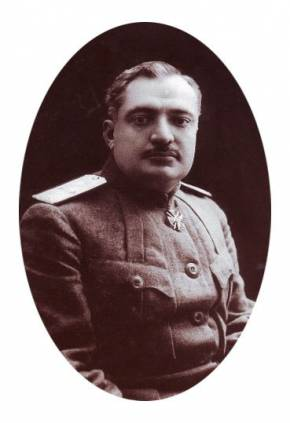
Фіцхелауров Олександр губернатор Старобільського генерал-губернаторства що існувало з кінця 1918 до початку 1919 року на території нинішньої Луганщини.

23 листопада 1918 року отаман Краснов спираючись на згоду гетьмана Скоропадського опублікував наказ про введення частин Донський армії в Українську Народну Республіку. Ще до наказу, 19 листопада частини Донської армії під командуванням Петра Коновалова, за іншими відомостями – полковника Барліна, без бою зайняли Луганськ.  Після заняття міста полковник Барлін видав наказ № 1:
"По уповноваженню Української Держави з відома і згоди німецького командування, я вступив в управління містом Луганськом і Слов'яносербським повітом. Повіт оголошується на облоговому положенні, місцеве населення має здати зброю за невиконання розстріл."
Розташовані в місті німці зайняли нейтральну позицію. 7-ма Донецька кордонна бригада, яка перебувала в Луганську, на чолі з Оранським Анатолієм Григоровичєм в повному складі перейшла до складу Донський армії. 
22 листопада Маріуполь без бою зайняв донський загін полковника Жирова. Тим самим було порушено Попередню угоду між Українською Державою і Великим Військом Донським від 7 серпня 1918 року про визнання кордонів між державами. Українські частини які перебували в місті: 48-й Маріупольський полк на чолі з  Шведовим перейшов до складу Донської армії,  8-ма Азовська кордонна бригада на чолі з Костенко Михайло Федоровичем з частиною особового складу вчинила так сами, а інша частина, яка підтримувала Директорію УНР, відступила до Бердянська.
У наказі говорилося:
|  | "Друзями, з відкритою душею, гостями на запрошення ваших властей йдемо ми до вас і чекаємо від вас – ласкавого "ласкаво просимо ". |

Згідно з наказом, частини 3-й і 2-й Донських дивізій, що налічували 5 тисяч шабель і багнетів, повинні були зайняти прикордонну 25-кілометрову зону включно з усіма населеними пунктами, що входили до неї. Козачі частини вводилися за згодою з австро-німецькою стороною, яка передавала цю зону козакам. 1 грудня козачий полк зайняв Дебальцеве. В цей же день козаки зайняли Юзівку. Німці, які покидали ці населені пункти, передали зброю козакам. За одними відомостями, козаки зайняли Юзівку за згодою губернського старости Української Держави Чернікова І І., який перед введенням військ обговорив це з атаманом Красновим.
Після отримання інформації, що частини Донський армії перетнули кордон УНР і зайняли частину Донбасу, головнокомандувач Лівобережної групи Армії УНР полковник Петро Болбочан відправив телеграму отаману Краснову з вимогою вивести донські частини з Донецького басейну. На телеграму Болбочана відповів полковник невідомої частини Донської армії, який просив припинити бойові дії на лінії зіткнення. До цього моменту відбувалися численні сутички повстанських загонів, які разом з Гайдамацькою бригадою і самостійно захищали свої населені пункти від донського козацтва. Основними районами зіткнення був Старобільський повіт, де діяли численні повстанські загони і Охочий козачий курінь, який здійснював рейди по повіту і підтримувався Гайдамацькою бригадою. Іншими районами зіткнення загонів повстанців та вільного козацтва і гайдамаків з донцями були східна і південна межа Бахмутського повіту.
Після цього Болбочан відправив телеграму отаманові Волоху, якому дав наказ втсупити в переговори з донськими частинами, з якими вони увійшли в бойове зіткнення. Але Волох на відріз відмовився вступати в переговори з донськими козаками.
8 грудня 1918 року на території Старобільського та Луганського повітів, окупованих Донською армією було створене Старобільське генерал-губернаторство на чолі з Олександром Фіцхелауровим. Адміністративний центр знаходився в Луганську. Генерал-губернаторство було ліквідовано в перших числах січня 1919 року.
В кінці грудня в Донбасі з'явилися перші добровольчі частини, зокрема 26 грудня Дроздовська стрілецька дивізія, чисельністю 4000 вояків, зайняла район Горлівки.
Станом на 12 січня 1919 року гайдамацькі частини утримували Слов'янськ. На Краматорськ наступали доборовольчі частини, як підкріплення для гайдамаків в місто прибув бронепотяг. Отаман Волох отримав наказ зайняти Слов'янський район, Лиман і Микитівку.

### Війна між Вільною територією і Україною
|  | Місцеві повстанці большевитської закраски непокоїли запілля группи (Болбочана) |

19 листопада 1918 року Всеукраїнський центральний військово-революційний комітет видав декрет в якому наказував повстанцям Донбасу:
|  | "На підтримку військ тимчасового робітничо-селянського уряду України, починающих наступ проти контреволюціонних банд, які придушили свободу українського народу, пропонується: Негайна організація партизанських загонів в Донецькому басейні, зокрема для захоплення Північно-донецької залізниці в зв'язку з заняттям Харкова і щоб перешкодити її псування контреволюціонерами. Дії загонів повинні бути спрямовані до захоплення військових заводів і по можливості протів Маріуполь - Бердянськ. У Старобільському повіті негайно мобілізувати сили на підтримку нашого просування від Воронежа в Донецький басейн. " |

На початку грудня 1918 року колишні союзники Волоха, повстанці полку козачого куреня, на загальних зборах заявили в Смоляниново: "загін буде боротися не за Петлюру, а за ради". Тобто, на північ від частин Армії УНР, в Старобільському повіті почав формуватися новий фронт з місцевих повстанців, яких підтримала Радянська Росія.
19 грудня повстанська група Сахорова, що складалася з есерів і анархістів, вибила частини 1-го Богданівського полку з Куп'янська, після чого полк відступив в Донеччини, до району Попасної.

## Персоналії

### Уродженці Донеччини, які перейшли на бік противника
- Баранов В'ячеслав Григорович – влітку 1918 року організував перевезення з України на Дон 24 вагонів авіаційного майна, у вересні 1918 року перейшов в Донську армію.